# Hmatník

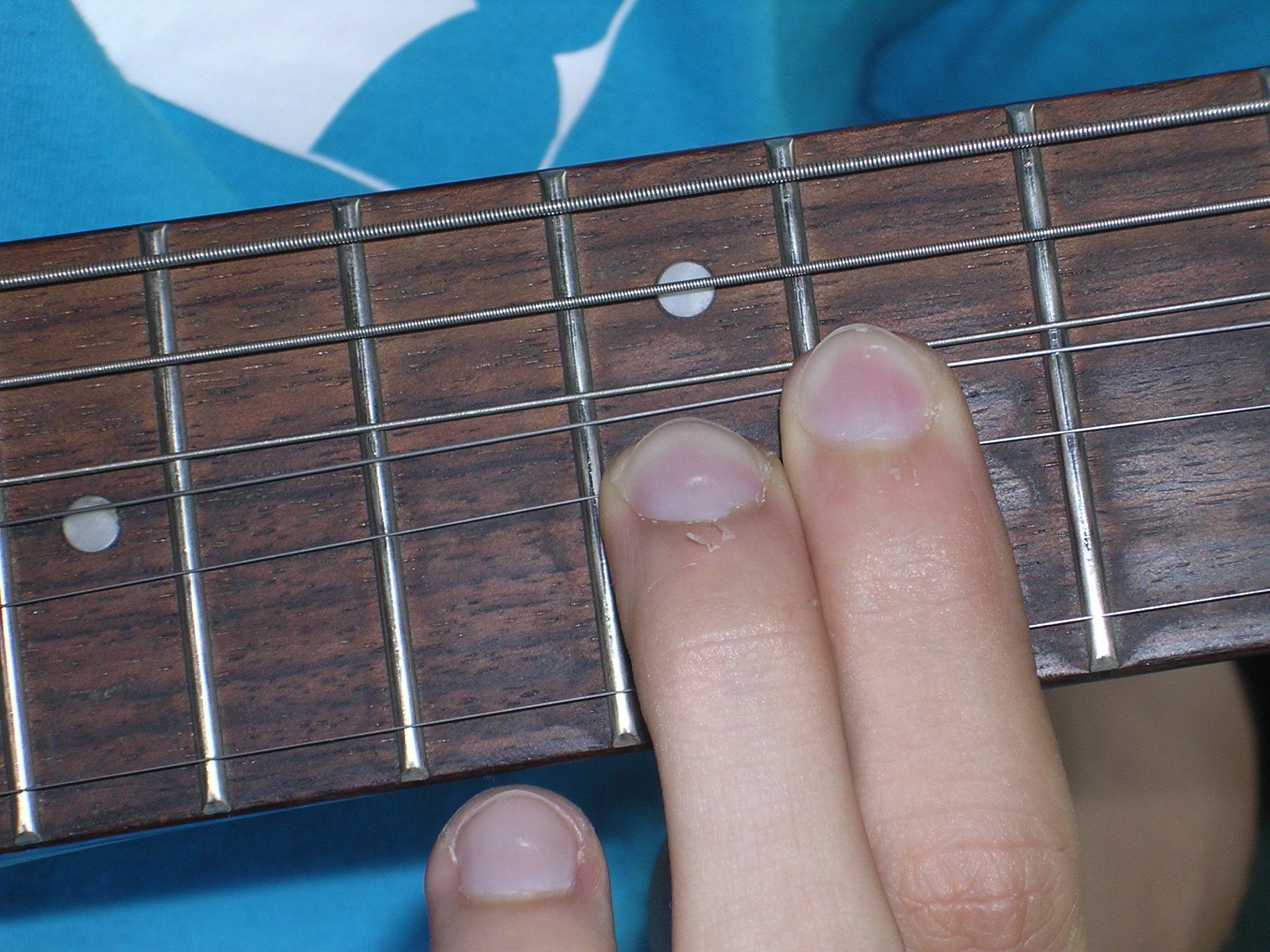
Detail pražců hmatníku akustické kytary

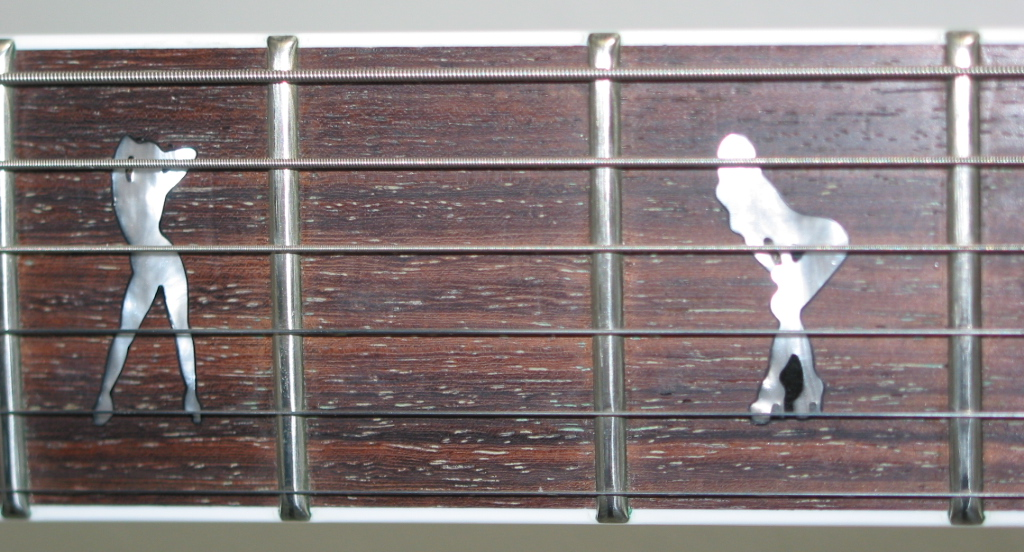
Zajímavé perleťové značky na hmatníku kytary

Hmatník je část strunných hudebních nástrojů (všech kromě harfy a klávesových), nad kterou jsou nataženy struny. Je umístěn na přední straně krku, má podlouhlý tvar a svrchu je plochý nebo mírně konvexní. 
Hudebník při hře přitlačuje struny na různých místech k hmatníku, čímž zvyšuje tóny, kterými struny zní. Nástroje jsou obvykle koncipovány tak, aby hráč ovládal hmatník svou „horší“ (tedy levou) rukou, což však neznamená, že je tato činnost snadnější než rozeznívání strun.

## Vzhled a typy
Základní dělení nástrojů podle typu hmatníku je na pražcové a bezpražcové, tedy mají-li hmatník osazen pražci, nebo ne. Pražcovými nástroji jsou zejména kytara ve všech variantách, banjo, mandolína, ukulele, dobro, balalajka apod., bezpražcové jsou pak především nástroje smyčcové jako housle, viola, violoncello, kontrabas, a dále různé exotické. Basové kytary se vyskytují v obou provedeních. Pražce má i sitár, jejich pojetí je ale velmi odlišné od západního (nejsou pevné, ale laditelné).

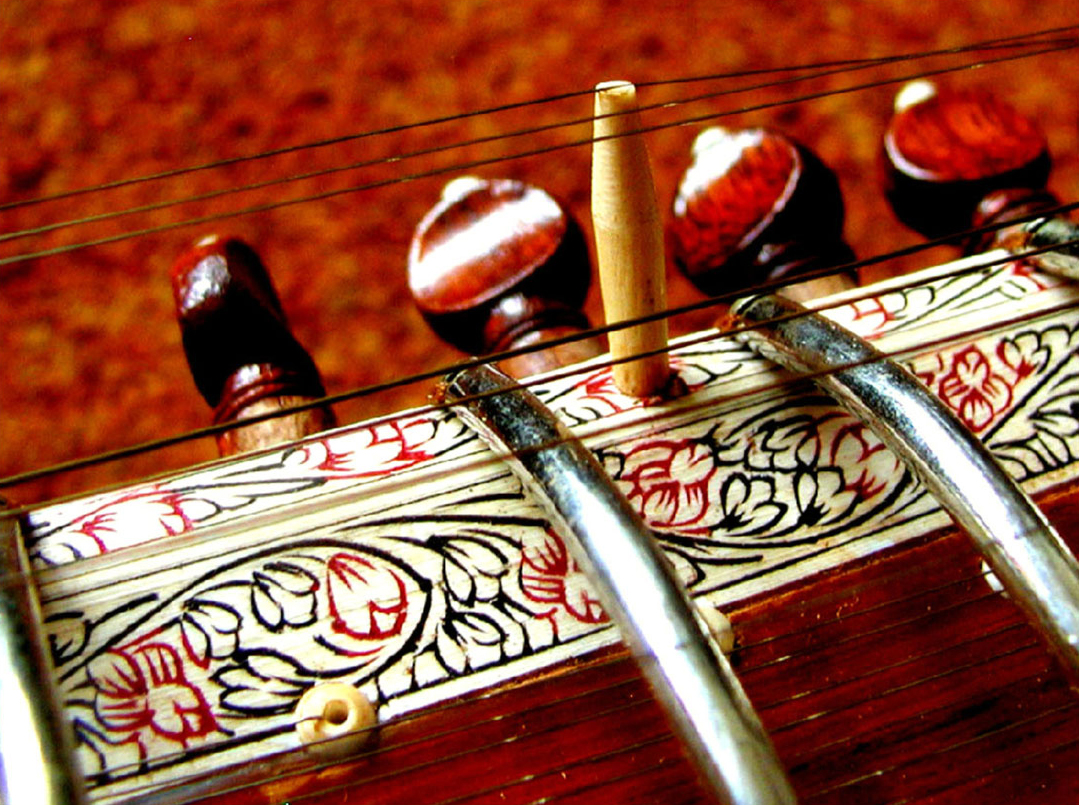
Zdobený hmatník a laditelné pražce na sitáru

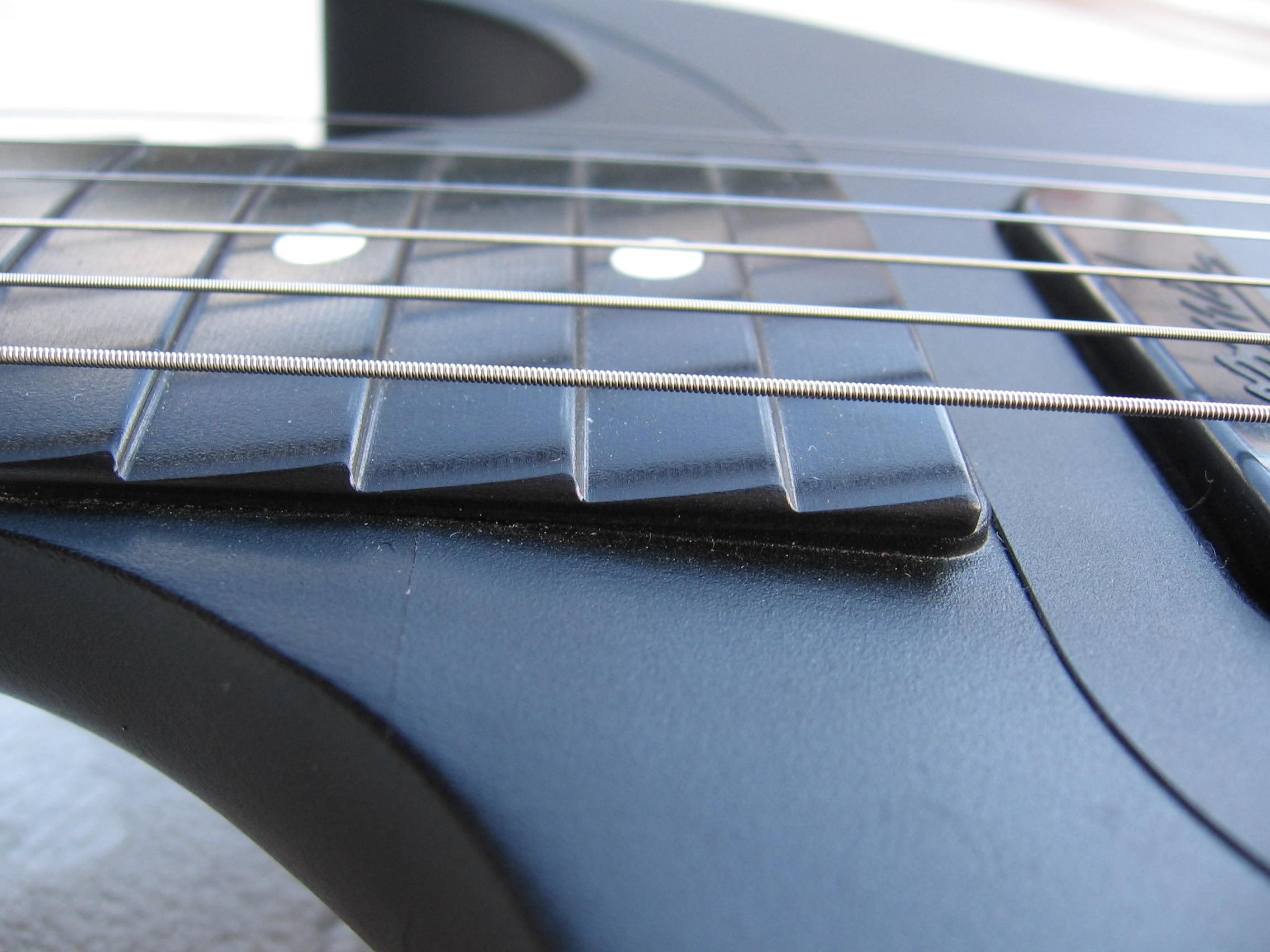
Moderní hliníkový hmatník se schodovým řešením pražců

Pražce jsou zpravidla kovové příčky vsazené do vrchní strany hmatníku tak, aby stisknutí struny zapřené o pražec vždy zvýšilo tón o nějakou tonální hodnotu. Zpravidla odpovídají jednotlivé pražce půltónům, což fyzikálně znamená, že vzdálenost každého dalšího pražce od kobylky je {\displaystyle {\sqrt[{12}]{2}}} krát menší než toho předchozího. V praxi se to projevuje tím, že čím blíže kobylce, tím jsou si blíže i pražce, a 12. pražec je přesně v polovině mensury (celkové délky znějící struny), přičemž zvyšuje tón o oktávu. Případný 24. pražec (většinou jich bývá méně) by pak byl ve třech čtvrtinách mensury a zvyšoval o další oktávu. Pro lepší orientaci bývají harmonicky význačné pražce (na kvintě, na oktávě apod.) na hmatníku nějak označeny, někdy ozdobně perleťovými symboly z abalonu.
Pražce poskytují tu výhodu, že při jejich správném osazení a naladění strun nástroj produkuje vždy tóny z chromatické stupnice, aniž by bylo nutné mačkat struny v přesných místech na hmatníku. Na druhé straně tím pražcové nástroje vyžadují temperované ladění. Na bezpražcových nástrojích lze pohybem na hmatníku výšku tónu spojitě měnit, je tedy možné hrát i v čistém ladění a provádět další efekty, na pražcích nemožné.

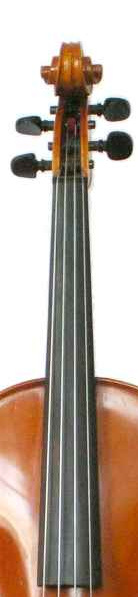
Bezpražcový hmatník houslí

Kvalita hmatníku je jeden z nejdůležitějších parametrů kvality nástroje. Např. u kytary křivý hmatník způsobuje nepříjemné „drnčení“ strun o vyšší pražce a nepřesně osazené pražce způsobují rozladěné znění kytary, i když je na volných strunách naladěná dobře. Po dlouhém používání vymelou struny v pražcích jamky, které také vedou ke zhoršení zvuku, a je nutná jejich výměna.

## Materiál
U smyčcových nástrojů (jako např. housle, viola, violoncello a kontrabas) je hmatník obyčejně vyroben z ebenového dřeva, palisandru nebo jiného tvrdého dřeva. Na některých kytarách je krk z javorového dřeva a hmatník vyrobený z jednoho kusu dřeva, nejčastěji z javoru (světlé hmatníky) či palisandru (tmavé hmatníky). Někteří současní výrobci houslí (např. David Rivinus) používají na výrobu hmatníků lehké materiály, například uhlíkové vlákno.
Správná definice hmatníku je ta, že hmatník je jen vrchní část krku strunného nástroje, to znamená, že by se neměly zaměnit pojmy „krk“ a „hmatník“. Na doplnění možno uvést, že krk na elektrických kytarách a baskytarách je zevnitř zpevněn kovovou výztužnou tyčí, která kompenzuje tah strun a upravuje tím výsledné prohnutí.